# Christophe Grondin
Christophe Grondin (Tolosa, 2 settembre 1983) è un ex calciatore francese naturalizzato togolese, di ruolo centrocampista.

## Carriera

### Club
Nato a Tolosa da genitori di origini malgasce, è cresciuto nelle giovanili del Tolosa, viene promosso in prima squadra nel 1999 ma non colleziona alcuna presenza. Nel 2000 si è trasferito in Inghilterra nel Birmingham City ma anche qui non ottiene nessuna presenza.
Nel 2003 si è trasferito in Belgio nel Ronse, club di Tweede klasse, e ha segnato un gol all'ultima di campionato. Nel 2004 è tornato al Tolosa e ha trovato più spazio ma nel mercato invernale è stato ceduto in prestito al Cercle Brugge, club di massima serie belga.
A fine stagione si è trasferito a titolo definitivo nel club di Bruges in cui ha trascorso 2 stagioni. Il 22 maggio 2007 ha firmato un quadriennale con il Gent.

### Nazionale
Il 29 gennaio 2007 viene convocato dalla Nazionale del Madagascar per un'amichevole non ufficiale contro il Tolosa. Grondin ha partecipato a questo incontro ma, poiché la partita è considerata non ufficiale dalla FIFA, ha potuto scegliere se diventare malgascio o restare francese in ambito sportivo.
A sorpresa, Grondin acquisisce la cittadinanza togolese e il 22 marzo 2009 viene convocato in Nazionale togolese per la partita del 28 marzo contro il Camerun.

## Palmarès

### Club

#### Competizioni nazionali
- Coppa del Belgio: 1

Gent: 2009-2010